# مونیکا پرزاد
مونیکا پرزاد (انگلیسی: Monica Prasad؛ زادهٔ تاریخ ورودی نامعتبر است) جامعه‌شناس است. او از دانش‌آموختگان دانشگاه شیکاگو است.
وی همچنین برندهٔ جوایزی همچون کمک‌هزینه گوگنهایم و برنامه فولبرایت شده‌است.